# Le Médium
Pour les articles homonymes, voir Médium.
Pour plus de détails, voir Fiche technique et Distribution.
Le Médium (titre original : The Medium) est un film américano-italien réalisé par Gian Carlo Menotti, sorti en 1951.
Le film fut en compétition officielle au Festival de Cannes 1952.

## Fiche technique
- Titre original : The Medium
- Titre français : Le Médium
- Réalisation : Gian Carlo Menotti
- Scénario : Gian Carlo Menotti
- Direction artistique : Georges Wakhévitch
- Photographie : Enzo Serafin
- Montage : Alexander Hammid
- Pays d'origine :  Italie |  États-Unis
- Format : Noir et blanc - 1,37:1 - Mono
- Genre : Film dramatique, Film musical
- Date de sortie : 1951

## Distribution
- Marie Powers : Madame Flora
- Leopoldo Savona : Toby
- Belva Kibler : Mme Nolan
- Beverly Dame : Mme Gobineau
- Donald Morgan : Mr. Gobineau
- Anna Maria Alberghetti : Monica

## Distinctions
Le film a été présenté en sélection officielle en compétition au Festival de Cannes 1952.